# Maurice de Vlaminck
Maurice de Vlaminck (Párizs, 1876. április 4. – Rueil-la-Gadelière, 1958. október 11.) francia festő és grafikus.

## Életpályája
Zenészek gyermeke volt. 1888–1891 között egy Robichin nevű festőnél tanult. 1900-ban ismerkedett meg André Derainnel, akivel közös műteremben dolgoztak. Vlamick akkoriban újságoknak dolgozott, és kétes értékű regényei jelentek meg Derain illusztrációival. Erőteljes temperamentumú festő volt, aki első képeire mindenfajta diszciplína nélkül, erőteljes mozdulatokkal vitte fel a festéket. 1901-es találkozása van Gogh festészetével döntően befolyásolta fejlődését. A művekben felfedezett szenvedély megerősítette őt abban az elgondolásában, hogy a festőnek spontán módon kell kifejeznie magát, a lehető legkevesebb elfojtással. Ezen a Van Gogh kiállításon ismerkedett meg Henri Matisse-szal. 1907-ig Vlamick tisztán használta a színeket, úgy ahogy a tubusból kinyomta, és a van Gogh-tól tanult erőteljes ecsetvonásokkal vitte fel a vászonra. Óriási lelkesedéssel festett, kizárólag ösztön által vezérelve a legerőszakosabb hatásokat sikerült elérnie, szabad, életteli világot jelenített meg. Vlamick számára a fauvizmus nem kiáltás, nem valamilyen művészi magatartás volt, hanem lét- és gondolkodásforma, nélkülözhetetlen, mint a levegő: „A fauvizmus én vagyok.” – mondta. Ha van festő, akire maradéktalanul illik a fauve megjelölés, akkor Vlaminck az.
1908-tól Paul Cezanne hatására színvilága lehiggadt. Megpróbálkozott kubista kompozíciókkal is, de a kubizmus nála csak rövid intermezzo volt, nem fért össze heves, expresszív alaptermészetével. Később az expresszivitás új lehetőségeit kereste, fény és árnyék kontrasztját kihasználva drámai tájképeket festett.

## Főbb alkotásai
- A Szajnapart Chatou-nál: (1904) Fontos a friss technika és az érzéki megragadás. Kifejezetten formaellenes dolgok jellemzik, nem esztétizál.
- Bougival: (1905)
- Derain portréja: (1905)
- Házak Chatou-ban: (1905–06)
- Gesztenyefák Chatou-ban: (1906)
- Napfelkelte Bougival-ban: (1906)
- Bezons-i híd: (1906)
- Út vörös fákkal: (1906–07)
- Fekvő nő: (1906)